# 轻之国度
轻之国度，是创办于中国的网站，该网站通过电子书的形式传播大部分来源于日本及台湾的轻小说作品。
由“肥王”創始於2008年。
因为网站涉及侵权，2015年11月9日，专案组民警将该网站的4名成员抓获。12月17日，4名成员被成都市双流县人民检察院以涉嫌侵犯著作权罪批准逮捕。
轻之国度通过侵权发布3491部日本原著文学作品。